# Тереза Стратас
Тереза Стра́тас (наст. имя и фамилия Анастасия Стратакис, англ. Anastasia Stratakis, р. 26 мая 1938, Торонто) — канадская оперная певица (лирическое сопрано).

## Биография
Анастасия Стратакис была младшей из трех детей в семье греческих эмигрантов, державших ресторан сначала в Торонто, а позже в Ошаве. В 12 лет она начала брать уроки пения и уже в 13 лет выступала по радио с греческими эстрадными песнями. По окончании школы она начала работать секретаршей, но мечтала о карьере певицы в ночном клубе. С 1954 по 1958 год она учится в Королевской консерватории в Торонто, по окончании учебы получает специальную Итонскую стипендию для выпускников. В 1958 году она дебютирует в роли Мими («Богема») в постановке Канадской ассоциации оперных фестивалей. В 1959 году она становится одной из победителей прослушиваний в Метрополитен-Опера и осенью того же года впервые появляется на сцене этого театра с партией Пуссетты в опере Массне «Манон». Впоследствии она исполняет в Метрополитен-Опера партии Лиу в «Турандот» и Микаэлы в «Кармен». В 1960 году на Ванкуверском международном фестивале она исполняет заглавную роль в «Чио-Чио-Сан», постановка которой транслируется CBC. На следующий год она выступает в Афинах (заглавная роль в опере «Навсикая» Пегги Гланвилл-Хикс) и в театре Ковент-Гарден (в роли Мими). В 1962 году проходят её гастроли в СССР и дебют на сцене «Ла Скала» в «Атлантиде» Мануэля де Фалья (партия королевы Изабеллы).
Помимо Метрополитен-Опера, Тереза Стратас выступает с Торонтским симфоническим оркестром, на сценах Большого театра, Венской, Берлинской, Баварской и Сан-Францисской оперы. Среди исполнявшихся ей партий в эти годы были центральные роли в «Свадьбе Фигаро», «Травиате», «Фаусте» и «Отелло».
В 1979 году дирижёр Пьер Булез пригласил Стратас на заглавную роль в премьерной постановке оконченной версии оперы Берга «Лулу», которая состоялась 28 мая 1979 года в Парижской опере. В 1981 году запись этой оперы со Стратас завоевала две награды «Грэмми». Через два года эту премию получила ещё одна запись с участием Стратас — саундтрек к кинофильму Франко Дзефирелли «Травиата», где она пела партию Виолетты.
В 1981 году Стратас временно оставляет оперные подмостки и отправляется в Индию, где путешествует в одиночку, а позже помогает матери Терезе в уходе за безнадежными больными. В 1987 году она дебютирует на Бродвее в мюзикле Джозефа Стайна Rags. За роль в этой постановке она была удостоена награды «Драма Деск» как лучшая актриса и номинирована на премию «Тони». В 1991 году Стратас исполняет партию Марии-Антуанетты в опере Джона Корильяно «Призраки Версаля».
В 1990-е годы Стратас выпускает два диска с неизвестными песнями Курта Вайля. Ноты песен она получила от вдовы Вайля Лотте Ленья, за которой ухаживала в последние месяцы её жизни. Позже Стратас участвует в съемках документального фильма CBC «Сентябрьские песни: Музыка Курта Вайля» (англ. September Songs: The Music of Kurt Weill), завоевавшего международную премию «Эмми» в 1996 году. На сцене Метрополитен-Опера она исполняет центральные партии сопрано в операх «Паяцы» Леонкавалло и «Плащ» Пуччини; оба спектакля шли в один вечер, в первом её партнером был Лучано Паваротти, а во втором — Пласидо Доминго. В 1997 году она была удостоена премии «Джемини» за лучшую роль второго плана в телевизионном фильме «Под пианино». В это время она снова возвращается к благотворительной деятельности, начав ухаживать за детьми-сиротами из Румынии. Перенесенная в 1998 году операция положила конец её исполнительской карьере, и позже Стратас судилась с больницей, где её оперировали.

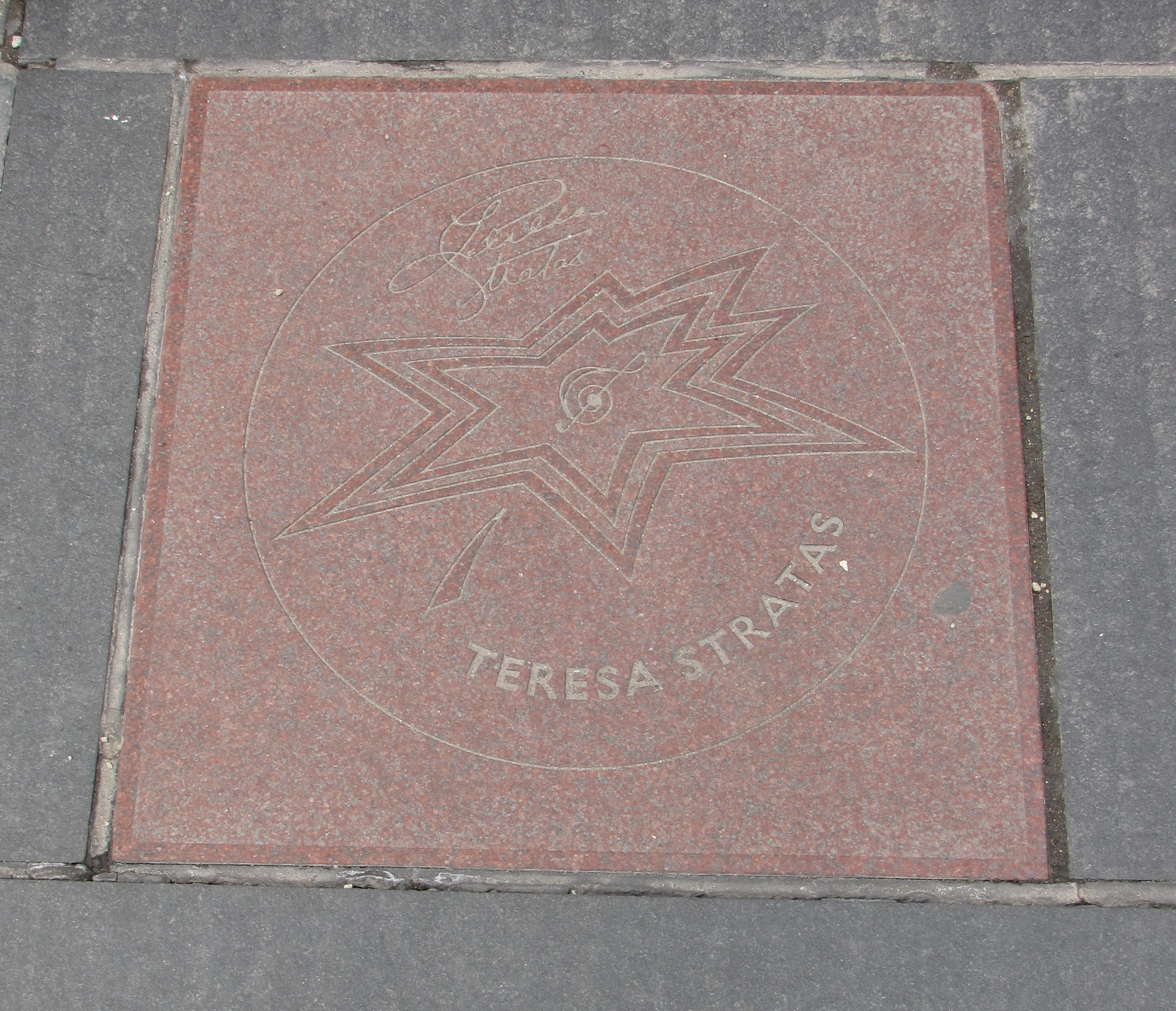
Звезда Терезы Стратас на Канадской аллее славы

## Признание
Тереза Стратас удостоена почетных академических званий ряда вузов, включая Университет Макмастера (1986), Торонтский университет (1994), Истменовскую школу музыки (1998) и Йоркский университет (2000). В 1972 году она была произведена в офицеры ордена Канады, а в 1980 году признана «исполнительницей года» Канадским советом по музыке.
В 2000 году Стратас получила премию генерал-губернатора Канады в области сценического искусства, а через год удостоена звезды на Канадской аллее славы.
Лауреат премий «Грэмми» и «Драма Деск».